# 营口广播电视台
营口市广播电视台是中华人民共和国辽宁省营口市的市级广播电视台，成立于1984年。